# Пляж (фильм, 2000)
«Пляж» (англ. The Beach) — приключенческий драматический фильм 2000 года режиссёра Дэнни Бойла по сценарию Джона Ходжа, основанному на одноименном романе Алекса Гарланда 1996 года. В главных ролях Леонардо Ди Каприо, Тильда Суинтон, Виржини Ледуайен, Гийом Кане и Роберт Карлайл. Фильм имел умеренный кассовый успех, но получил неоднозначные отзывы критиков. Леонардо ДиКаприо был номинирован на премию «Золотая малина» как худший актёр (проиграл Джону Траволте в роли Терла из «Поля битвы: Земля» и в роли Расса Ричардса в «Счастливых номерах»).

## Сюжет
Ричард, молодой американец, ищущий приключений в Бангкоке, останавливается в унылом отеле для путешественников на Каосан-роуд, где знакомится с молодой французской парой, Франсуазой и Этьеном. Он также встречает Даффи, который рассказывает ему о нетронутом необитаемом острове в Сиамском заливе с красивым скрытым пляжем. Даффи объясняет, что он тайно поселился там несколько лет назад, но возникли трудности, и он уехал. Даффи совершает самоубийство, оставив Ричарду карту острова. Ричард уговаривает Франсуазу и Этьена сопровождать его на остров, и все трое отправляются на Самуи. Ричард встречает двух американских серферов, до которых дошли слухи об острове, и подбрасывает им копию карты. По пути на остров Ричард влюбляется в Франсуазу. Переплыв на этот остров с соседнего, они находят плантацию конопли, которую охраняют вооружённые тайские фермеры. Избегая обнаружения, они пробираются через остров и встречают Кити, который приводит их к сообществу путешественников, тайно живущих на острове. Женщина по имени Сэл, английский лидер общины, объясняет, что фермеры-наркодельцы позволяют им оставаться до тех пор, пока они держатся особняком, и не позволяют больше путникам приезжать на остров. Ричард лжёт ей, что он никому не показывал карту. Трио интегрируется в сообщество. Жители община занимаются тем, что всё время наслаждаются жизнью и так же, как и тайские фермеры, выращивают коноплю (которую они потом отвозят в Таиланд и поставляют наркодельцам, чтобы обеспечивать общину продовольствием и всем необходимым). Однажды ночью Франсуаза приглашает Ричарда на пляж, где говорит ему, что влюбилась в него, и у них начинается роман. Несмотря на надежду сохранить это в секрете, сообщество узнает. Этьен злится, но говорит, что не будет стоять у них на пути, если Франсуаза будет счастливее с Ричардом.
Сэл выбирает Ричарда, чтобы он сопровождал её в походе за припасами на Ко Пханган. Они встречают американских сёрферов, которые готовятся к поиску острова, и упоминают карту Ричарда. Сэл расстроена, но верит Ричарду, когда тот говорит, что у них нет карты. Чтобы гарантировать, что Сэл не расскажет остальной части острова о карте, Ричард занимается с ней сексом по её приказу. По возвращении на остров Ричард лжёт Франсуазе о том, что не занимался сексом с Сэл.
Во время подводной охоты на троих местных рыбаков напала акула. Один убит, а другой, Христо, тяжело ранен. Теперь, напуганный водой, Христо отказывается плыть на материк для лечения, а Сэл отказывается разрешить привезти на остров врачей для его лечения. По мере того, как состояние мужчины ухудшается, островитяне просто оставляют его умирать в джунглях, но Этьен отказывается его бросить.
Когда сёрферы появляются на соседнем острове, Сэл приказывает Ричарду отослать их и уничтожить их карту. Она рассказывает всем, что у них с Ричардом был секс, из-за чего Франсуаза злится и возвращается к Этьену. Изолированный от группы, Ричард начинает терять рассудок, воображая, что разговаривает с умершим Даффи.
Сёрферы достигают острова, но их обнаруживают и убивают фермеры. Потрясенный тем, что стал свидетелем их смерти, Ричард душит Христо, чтобы избавить его от страданий, и собирает Франсуазу и Этьена, чтобы те покинули остров.
Ричард захвачен фермерами вместе с Франсуазой и Этьеном. Фермеры в ярости из-за того, что сообщество нарушило их соглашение не допускать новых пришельцев. Главный фермер дает Сэл пистолет, заряженный одной пулей, и приказывает ей сделать выбор: убить Ричарда, и группе будет разрешено остаться, иначе они все должны немедленно уйти. Сэл нажимает на спусковой крючок, но патронник пуст. Потрясённые её готовностью совершить убийство, другие жители общины покидают Сэл и остров. Вернувшись в Соединённые Штаты, Ричард получает электронное письмо в интернет-кафе от Франсуазы с ностальгической групповой фотографией пляжного сообщества в более счастливые времена.

## В ролях
| Актёр              | Роль      |
| ------------------ | --------- |
| Леонардо Ди Каприо | Ричард    |
| Тильда Суинтон     | Сэл       |
| Виржини Ледуайен   | Франсуаза |
| Гийом Кане         | Этьен     |
| Роберт Карлайл     | Даффи     |

## Место съёмок

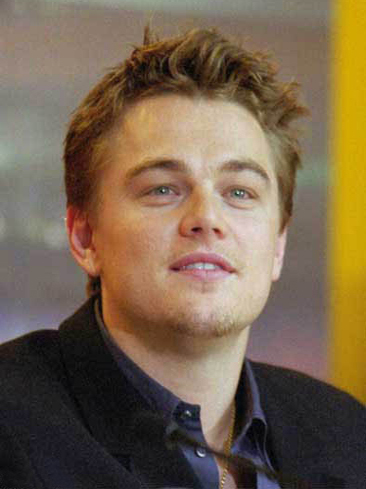
Ди Каприо на презентации фильма «Пляж», 2000 год.

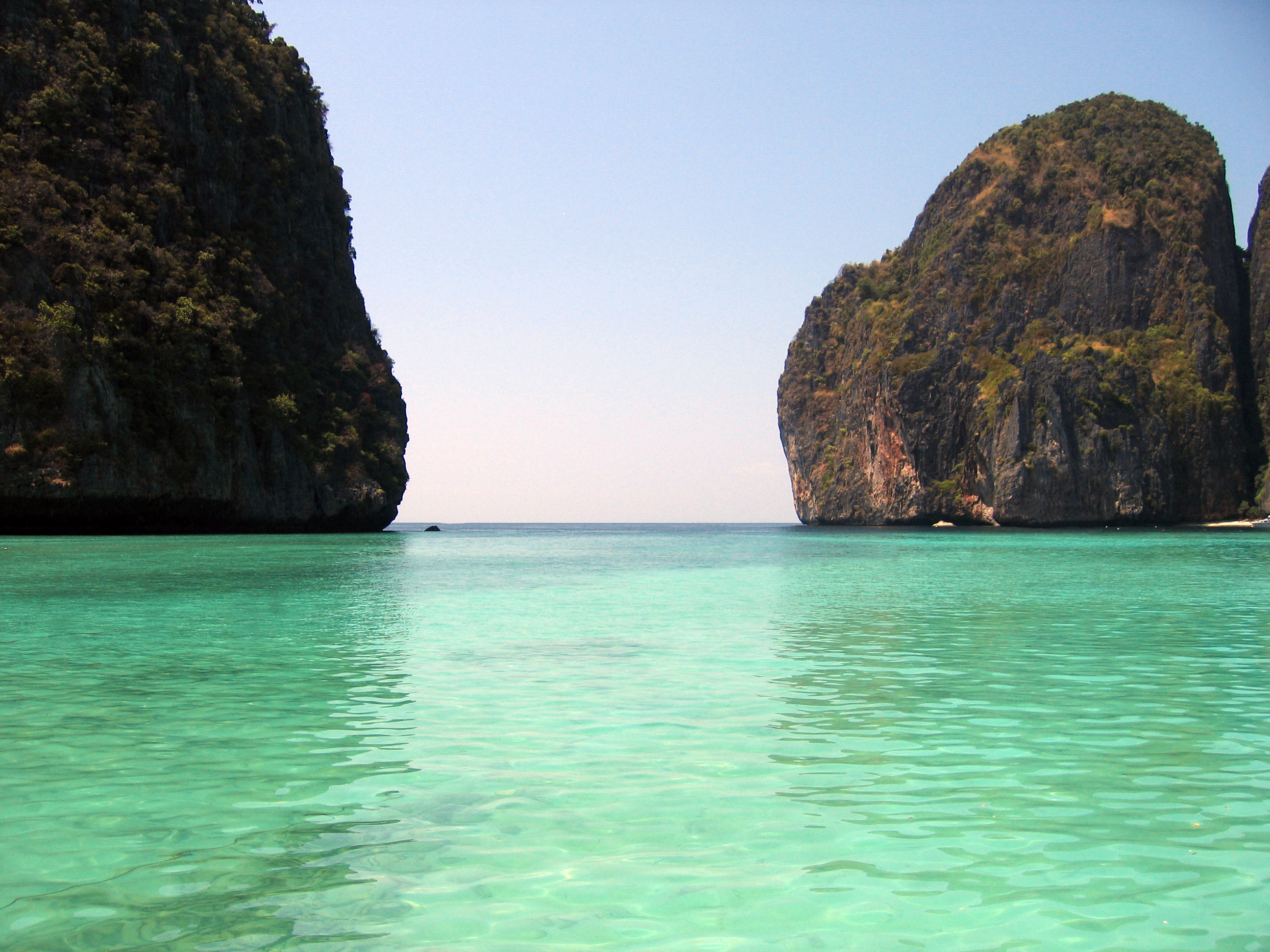
Райское место, залив Майя в Пхи-Пхи-Ле

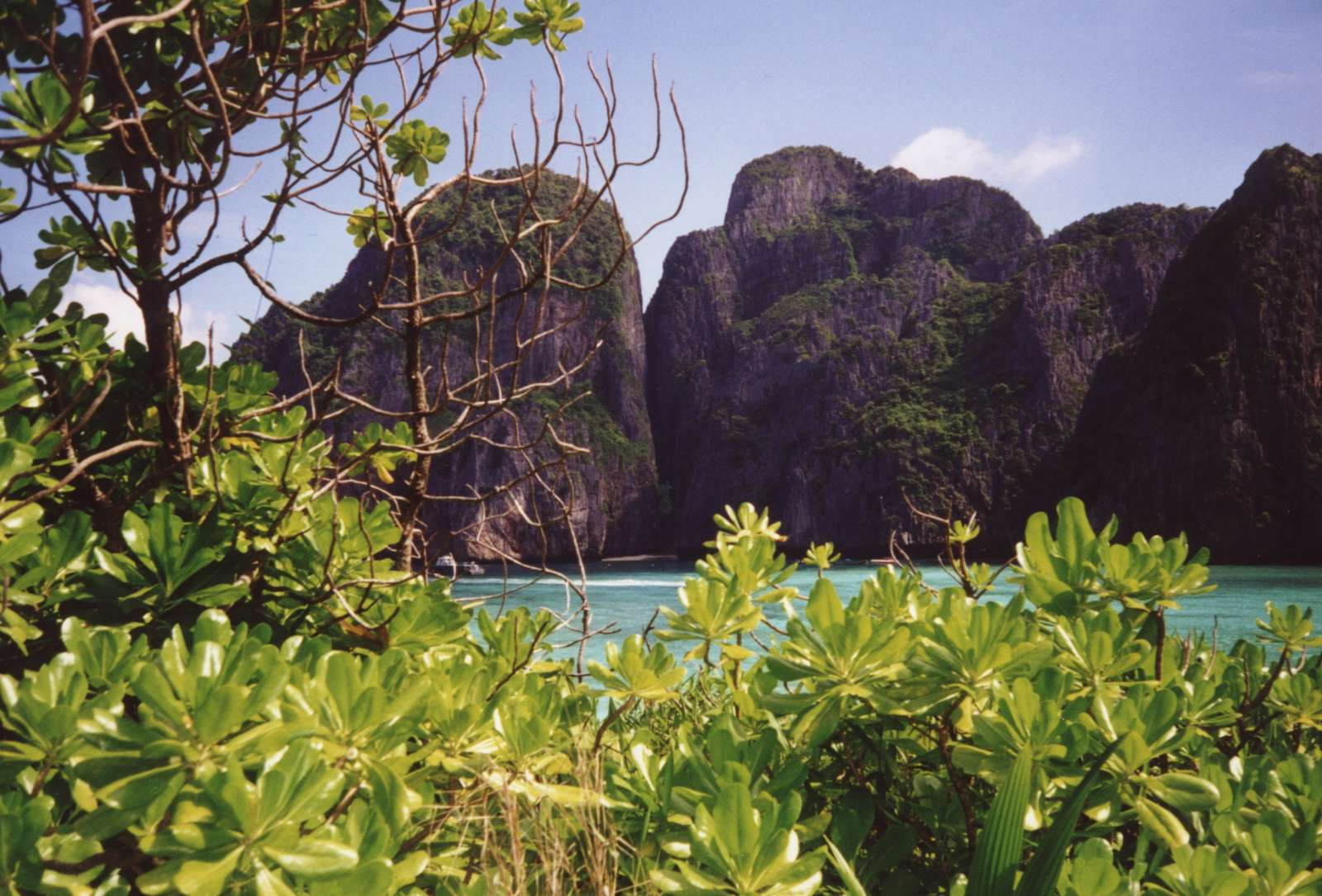
Пхи-Пхи-Ле

Съемки фильма продолжались с января по апрель 1999 года. Местом съёмок в фильме стала бухта и пляж Майя-Бей на острове Пхипхи-Лей, хотя Алекс Гарленд, автор книги «Пляж», по которой был снят этот фильм, имел в виду другой, не уточненный в книге, остров в Сиамском заливе.
На карте, которая фигурирует в фильме, видны как ориентиры острова Ко Самуи, Ко Пханган и Ко Тао. Местом событий не мог стать остров Ко Тао, так как пляжи на нём заняты отелями, а всю территорию острова можно объехать на квадроцикле за несколько часов, чем постоянно и занимаются туристы. В таких условиях содержать плантацию наркотиков было бы проблематично.
Вероятно, что истинным местоположением событий книги стал один из многочисленных островов национального парка Ангтхонг, который расположен в 40 километрах к западу от острова Самуи. На одном из этих островов есть лагуна, закрытая от внешнего мира скалами, но при этом сообщающаяся с морем через пещеру.
Сцены фильма с водопадом Nam Tok Haew Suwat снимались в другой части Таиланда, в национальном парке Кхауяй.

## Критика
На Rotten Tomatoes фильм имеет рейтинг одобрения 20 % на основе 119 обзоров и средний рейтинг 4,4/10. Критический консенсус веб-сайта гласит: «Пляж расплывчатый и запутанный, поверхностная адаптация романа, на котором он основан. Однако баллы достаются великолепной кинематографии».
На Metacritic фильм получил средневзвешенный балл 43 из 100 на основе 34 критиков, что указывает на «смешанные или средние отзывы».
Критики предположили, что известность ДиКаприо после «Титаника» могла способствовать финансовому успеху этого фильма, который вышел менее чем через три года после блокбастера Джеймса Кэмерона. Пол Клинтон из CNN сказал: «Основные фанаты Леонардо ДиКаприо, кричащие девочки-подростки, не будут разочарованы „Пляжем“. Большая часть фильма показывает юного сердцееда титанических размеров без рубашки в этой истории о псевдотоске и отчуждении молодой человек из Соединённых Штатов, спасающийся от цивилизации и своего помешанного на компьютерах поколения». Он согласился с большинством других, что в «Пляже» «не о чем писать».

## Саундтрек
В саундтрек к фильму, спродюсированный Питом Тонгом, вошли международные хиты «Pure Shores» группы All Saints и «Porcelain» Moby, а также треки New Order, Blur, Underworld, Orbital, Faithless, Dario G, Sugar Ray и других. Было установлено, что в саундтреке «Snakeblood» Лефтфилд использовал сэмплы оркестровых маневров в песне The Dark «Almost» без разрешения, что привело к судебному разбирательству; участник группы Нил Барнс заявил, что забыл удалить сэмпл из готового трека.
| №                   | Название                                                          | Автор(ы)                                                    | Performer                                                       | Длительность |
| ------------------- | ----------------------------------------------------------------- | ----------------------------------------------------------- | --------------------------------------------------------------- | ------------ |
| 1.                  | «Snakeblood»                                                      | Neil Barnes, Paul Daley                                     | Leftfield                                                       | 5:39         |
| 2.                  | «Pure Shores» (from Saints & Sinners, 2000)                       | William Orbit, Shaznay Lewis                                | All Saints                                                      | 4:24         |
| 3.                  | «Porcelain» (from Play, 1999)                                     | Moby                                                        | Moby                                                            | 3:58         |
| 4.                  | «Voices» (from Sunmachine, 1998)                                  | Stephen Spencer, Paul Geoffrey Spencer, Scott Rosser        | Dario G featuring Vanessa Quinones                              | 5:19         |
| 5.                  | «8 Ball»                                                          | Rick Smith, Karl Hyde, Darren Emerson                       | Underworld                                                      | 8:51         |
| 6.                  | «Spinning Away» (originally performed by Brian Eno and John Cale) | Brian Eno, John Cale                                        | Sugar Ray                                                       | 4:24         |
| 7.                  | «Return of Django» (originally performed by The Upsetters)        | Lee "Scratch" Perry                                         | Asian Dub Foundation featuring Harry Beckett and Simon de Souza | 4:17         |
| 8.                  | «On Your Own» (Crouch End Broadway mix)                           | Damon Albarn, Graham Coxon, Alex James, Dave Rowntree       | Blur                                                            | 3:32         |
| 9.                  | «Yé ké yé ké» (Hardfloor edit)                                    | Mory Kante                                                  | Mory Kante                                                      | 3:55         |
| 10.                 | «Woozy»                                                           | Sister Bliss, Maxi Jazz, Rollo Armstrong                    | Faithless                                                       | 7:53         |
| 11.                 | «Richard, It's Business as Usual»                                 | Barry Adamson                                               | Barry Adamson                                                   | 4:17         |
| 12.                 | «Brutal»                                                          | Bernard Sumner, Peter Hook, Stephen Morris, Gillian Gilbert | New Order                                                       | 4:49         |
| 13.                 | «Lonely Soul» (from Psyence Fiction, 1998)                        | Richard Ashcroft, Wil Malone, DJ Shadow                     | Unkle featuring Richard Ashcroft                                | 8:53         |
| 14.                 | «Beached»                                                         | Angelo Badalamenti                                          | Orbital and Angelo Badalamenti                                  | 6:45         |
| Общая длительность: | Общая длительность:                                               | Общая длительность:                                         | Общая длительность:                                             | 76:53        |

## Номинации
- 2000 — Премия Берлинского кинофестиваля (Дэнни Бойл)
- 2001 — Премия «Золотая малина» — худшая мужская роль (Леонардо Ди Каприо)